# Floetry
Floetry is een Brits muziekduo. Marsha Ambrosius (The Songstress) is zangeres en Natalie Stewart (The Floacist) is de MC; de vrouwen schrijven samen de liedjes. Hun muziekstijl kan worden gerekend tot Britse hiphop of neo-soul.
Voordat ze zelf platen gingen maken schreven ze nummers voor onder andere de artiesten Jill Scott en Michael Jackson (Butterflies). In het jaar 2000 verhuisden ze naar de Verenigde Staten, om daar hun muziekcarrière verder voort te zetten. In het jaar 2002 kwam hun debuutalbum Floetic uit. Hierna maakten ze nog twee albums, waaronder één livealbum.

## Discografie
- Floetic, 2002
- Floacism "Live", 2003
- Flo'ology, 2005